# Pedopenna daohugouensis
Pedopenna daohugouensis es la única especie conocida del género extinto Pedopenna ("pie de pluma") es un género de dinosaurio terópodo manirráptor, que vivió a mediados del período Jurásico, hace aproximadamente hace 163 millones de años, en el Calloviense, en lo que hoy es Asia.

## Descripción
Pedopenna daohugouensis probablemente media 1 metro de largo o menos, pero solo al ser conocido por sus patas estimar su tamaño real es difícil. Pedopenna era probablemente carnívoro, cazador de insectos y pequeños reptiles y mamíferos. Además de haber tenido una estructura esquelética muy similar a la de las aves, la importancia de Pedopenna radica en las plumas penáceas en los metatarsos de sus patas traseras. Se sabe que al menos algunos maniraptores, concretamente el Microraptor, también tenían "alas traseras", pero las del Pedopenna eran más pequeñas y más redondeadas. Este animal también tenía plumas simétricas, lo que en las aves actuales es típico de seres no voladores. Es posible que este género represente un estadio temprano en el desarrollo de estructuras asimétricas.
El pie de Pedopenna recuerda a sus parientes trodóntidos y dromeosáuridos, quienes juntos forman Deinonychosauria, pero con una apariencia más primitiva. En particular, the el segundo dedo de Pedopenna no está tan especializado como en los deinonicosauriano. Pedopenna tenía una garra agrandada y acortada levemente en el segundo dedo del pie, no era tan altamente desarrollada como para haber estado curvada fuertemente, como la hoz de sus parientes.
Xu & Zhang, quienes estudiaron los fósiles del Lecho Daohugou donde Pedopenna fuera encontrada afirman que al pertenecer al Jurásico Medio, confirmando la presencia de un miembro basal del linaje aviar, en combinación con muchos miembros más primitivos de linajes estrechamente vinculados, postularon que Asia es la cuna del origen de las aves.

### Plumas
Las afinidades de Pedopenna con las aves es la evidencia adicional en la relación evolutiva entre los dinosaurios y los pájaros. Aparte de tener miembros traseros con una estructura muy similar a las patas de las aves, Pedopenna resalta por la presencia de largas plumas penaceas en su metatarsos. Otros deinonicosaurianos también tuvieron estas "alas traceras", pero lo que hace a Pedopenna diferir de estos animales como Microraptor es que estas alas eran más pequeñas y redondeadas. Las plumas más largas eran levemente más cortas que el metatarso, con alrededor de 55 milímetros. Además, las plumas de Pedopenna eran simétricas, a diferencia de las plumas asimétricas de algunos deinonicosaurianos y pájaros. Estas plumas asimétricas son típicas de los animales adaptados para el vuelo, es probable que las plumas de Pedopenna representa un primer paso en el desarrollo de estas estructuras. Mientras que muchas de las impresiones de las plumas en el fósil son débiles, está claro que cada uno poseyó un raquis y barbas, y mientras que el número exacto de plumas del pie es incierto, son más numerosas que en las alas posteriores de Microraptor. Pedopenna también demuestra la evidencia de plumas más cortas que cubren las plumas largas del pie, lo que hace pensar en la presencia de un abrigo de plumas según lo visto en pájaros modernos. Puesto que las plumas demuestran menos adaptaciones aerodinámicas que las alas traseras similares de  Microraptor , y parecen ser menos tiesas, sugiere que si tenían cierta clase de función aerodinámica, pero era mucho más débil que en deinonicosaurianos y pájaros. Xu y Zhang, en su descripción de 2005 de Pedopenna, han sugerido que las plumas podrían ser ornamentales, o aún rudimentarias. Es posible que un ala trasera estaba presente en los antepasados de deinonicosaurianos y de aves, y perdido más adelante en el linaje del pájaro, con Pedopenna como representación de una etapa intermedia donde las alas traseras se estaban reduciendo de un aparato de deslizamiento funcional a uno de exhibición o a una función de aislamiento.

## Descubrimiento e investigación
Pedopenna fue hallado en el Lecho Daohugou, parte de la formación Tiaojishan, en Hebei y Liaoning, República Popular China.   Es posiblemente tan antigua como Archaeopteryx, dependiendo de la edad del Lecho Daohugou que se encuentra en debate,  la mayoría de los investigadores ahora están de acuerdo en que es parte de la formación Tiaojishan La Formación Tiaojishan forma una parte clave de la Biota Yanliao. Algunos estimativos iniciales lo fechaban a principios del Cretácico, hace 140 millones de años, pero las últimas dataciones radiométricas lo colocan a mediados del Jurásico durante el Calloviano, hace 168 millones de años. El nombre Pedopenna hace referencia alas largas plumas penaceas en su metatarso y el epíteto específico P. daohugouensis hace referencia a la localidad de Daohugou, lugar donde el holotipo fuera encontrado.

## Clasificación
Pedopenna es clasificado dentro de Paraves, el grupo de dinosaurios manirraptores que incluyen a las Aves y sus parientes más cercanos. Aunque se clasificó originalmente como paraviano, el grupo de dinosaurios maniraptoranos que incluye tanto deinonicosáuridos, como avialanos, el linaje que incluye las aves modernas, pero algunos científicos lo han clasificado como un verdadero aviario más relacionado con las aves modernas que con los deinonicosaurianos. Más recientemente, se ha recuperado como escansoriopterígido.